# Robbe Vandeweyer
Robbe Vandeweyer (Diest, 6 juli 1995) is een Belgisch volleyballer.

## Levensloop
Vandeweyer begon op 6-jarige leeftijd met volleyballen bij Vleuvoc Diest. Tijdens zijn jeugd was hij actief bij Schuvoc Herk-de-Stad. Na zijn studies aan de Topsportschool Vilvoorde ging hij aan de slag bij Precura Antwerpen en vervolgens Volley Menen, waarmee hij de halve finale van de Challenge Cup bereikte. Daarin bleek het Russische Fakel Novy Urengoy te sterk. In 2017 sloot hij aan bij Caruur Volley Gent en het seizoen daarop verdedigde hij de kleuren van Lindemans Aalst. Na een seizoen bij deze club keerde hij evenwel terug naar Gent. Sinds 2020 komt hij uit voor VC Puurs.
Daarnaast was hij actief bij het Belgisch volleybalteam. Met de Red Dragons nam hij onder meer deel aan het Europese Spelen van 2015.
Van opleiding is Vandeweyer fitnessinstructeur en personal coach. Hij is werkzaam bij de Belgische politie, zone zennevallei. Ook is hij actief bij de Blue Dragons, de nationale politievolleybalploeg.